# Spirit (Depeche-Mode-Album)
Spirit ist das vierzehnte Studioalbum der britischen Gruppe Depeche Mode. Es erschien am 17. März 2017 weltweit.
Neben der obligatorischen CD-Version wurde das Album auch als Deluxe-Edition mit zwei CDs veröffentlicht.

## Entstehung
Nach dem Ende der Delta Machine Tournee Anfang 2014 gingen die Bandmitglieder zunächst wieder getrennte Wege. Dave Gahan arbeitete mit den Soulsavers am Album Angels & Ghosts (2015); eine kleine Mini-Tournee folgte. Martin Gore überarbeitete nicht veröffentlichte Demos, die ursprünglich auf dem Vorgängeralbum Delta Machine erscheinen sollten, und gab diese als Soloalbum unter dem Titel MG heraus.
Im April 2016 begann die Band dann mit den Aufnahmen für das nächste Studioalbum. Als Produzent wurde James Ford engagiert, der auch die Abmischung übernahm und Schlagzeug spielte. Anton Corbijn übernahm wie bei den Vorgängeralben das Cover. Die Aufnahmen wurden im August 2016 beendet.
Im Gegensatz zu den beiden Vorgängeralben enthält Spirit auch Lieder, die zum ersten Mal gemeinsam von Dave Gahan mit Peter Gordeno sowie Christian Eigner geschrieben wurden.

## Titelliste

### Standardalbum
1. Going Backwards – 5:43
2. Where’s the Revolution – 4:59
3. The Worst Crime – 3:48
4. Scum – 3:14
5. You Move – 3:50 (Dave Gahan, Martin Gore)
6. Cover Me – 4:52 (Dave Gahan, Peter Gordeno, Christian Eigner)
7. Eternal – 2:25
8. Poison Heart – 3:17 (Dave Gahan, Peter Gordeno, Christian Eigner)
9. So Much Love – 4:29
10. Poorman – 4:26
11. No More (This is the Last Time) – 3:14 (Dave Gahan, Kurt Uenala)
12. Fail – 5:07

Sofern nicht anders angegeben, wurden die Lieder von Martin Gore geschrieben.

### Deluxe-Edition
Die Edition beinhaltet neben dem Standardalbum eine zweite CD mit fünf Remixen sowie ein Hardcover-Booklet.
| CD 2 – Bonustracks 1. Cover Me (Alt Out) – 4:27 2. Scum (Frenetic Mix) – 5:26 3. Poison Heart (Tripped Mix) – 4:16 4. Fail (Cinematic Cut) – 5:38 5. So Much Love (Machine Mix) – 7:20 |

## Singleauskopplungen

### Where’s the Revolution
Als erste Singleauskopplung aus Spirit erschien am 2. Februar 2017 Where’s the Revolution. Premiere der Single war exklusiv auf Polskie Radio 3 in Polen. In Deutschland erschien die Single zunächst als Download-Version, bevor am 3. März eine Maxi-CD mit vier darauf enthaltenen Remixen unter dem Titel Where’s the Revolution (Remixes) erschien.
Das Video zu Where’s the Revolution wurde von Regisseur Anton Corbjin gedreht.

### Going Backwards
Am 23. Juni 2017 kam Going Backwards als zweite Single zum Download heraus, die am 1. September als Remix-CD/Vinyl erschien. Als Video dazu wurde eine Studio Session (Highline Sessions) veröffentlicht.

### Cover Me
Am 6. Oktober 2017 erschien mit Cover Me die dritte Auskopplung zum Download und als CD/Remix-CD/Vinyl. Das Stück hat Dave Gahan zusammen mit Peter Gordeno und Christian Eigner geschrieben. Neben der Radioversion sind sechs Remixe und ein Remix von So Much Love enthalten. Das Video dazu wurde bereits Anfang September veröffentlicht.

## Veröffentlichung
Das Album wurde am 17. März 2017 als Standard-CD, Deluxe-Album mit Bonus-CD sowie als Doppel-Vinyl und Download veröffentlicht. Bei der Vinyl-Edition sind drei Seiten bespielt, die vierte Seite enthält eine Gravur des Spirit Schriftzuges. Daneben erschien am 22. März 2017 in Japan eine Japanese Deluxe Edition als Blu-spec CD.
Am Tag der Veröffentlichung des Albums fand ein einstündiges Release-Konzert vor tausend Personen im Funkhaus Nalepastraße in Berlin statt, das im Internet weltweit live übertragen wurde. Dabei wurden neben älteren Titeln vier Stücke des neuen Albums vorgetragen.

## Rezeption
Das Album erhielt eher gemischte Kritiken. Angemerkt wurde, dass Spirit im Gegensatz zu allen Vorgängeralben deutlich düsterer ausfällt. Einige Lieder des Albums behandeln als Thematik politische Umbrüche wie damit auch verbundene Gefahren vor einem Rückfall in Autokratie oder ähnliches. Michael Schuh kritisiert bei laut.de, dass es „keine Standout-Tracks mehr“ in dieser „blassen Ford-Vorstellung“ gäbe und vermisst Kreativität in der Komposition. Für Jens Uthoff von der taz ist das „Album Numero 14 wahrlich kein Höhepunkt in der Karriere der […] Band“, er bemängelt die Texte der Stücke, „die voller Phrasen sind“ und bezeichnet das Album gar als „peinlich“. Einig sind sich die Rezensenten darin, dass Depeche Mode keine Synthiepop-Band mehr ist. Jörn Karstedt vom Sonic Seducer lobt das Album und empfiehlt, es nicht gleich „in die Ecke“ zu schmeißen, da es etwas Zeit braucht, bis sich die Musik dem Hörer erschließt. „Wem […] noch der Sinn nach Synthiepop steht, hört halt Synthiepop, wer ein verdammt gutes Album erleben will, beschäftigt sich bitte mit ‚Spirit‘.“ Oliver Götz vom Musikexpress sieht das ähnlich: „Aber auch in einem mit Ambientflächen, Steelguitar und White Noise aufgeschichteten Formen- und Farbenspiel rund um das sauber einzugrenzende Thema ‚Erfrierungsfantasie in Synthesizer-Pop‘ zeigt die DeMo-/Ford-Kombi all den todesöden ‚Atmosphärische Elektronik‘-Acts dort draußen, wie man es richtig macht.“

## Global Sprit Tour
Auf der Pressekonferenz bei der Ankündigung des Albums wurde auch die Global Spirit Tour angekündigt. Die Tour startete am 5. Mai 2017 in Solna in Schweden, endete am 25. Juli 2018 in der Berliner Waldbühne und führte durch Europa, Nordamerika und Lateinamerika. Sie umfasste insgesamt 130 Konzerte mit 2,5 Millionen Besuchern. Die beiden letzten Konzerte in der Waldbühne wurden mit Kameras aufgezeichnet. Der Tourfilm „Spirits in the Forest“ von Anton Corbijn wurde 2019 veröffentlicht.